# Edmund Stoeckle
Edmund Stoeckle (* 7. Juli 1899 in Augsburg; † 19. März 1986 in Ottobeuren) war ein deutscher Politiker. Von 1933 bis 1934 hatte Stoeckle das Oberbürgermeisteramt der Stadt Augsburg inne.

## Leben
Stoeckle wurde 1919 Mitglied der katholischen Studentenverbindung KDStV Aenania München im CV, aus der er nach 1931 ausgeschieden ist.   Er gehörte 1919 dem von Franz von Epp geführten Freikorps Epp an und ließ sich 1927 als Jurist in München nieder. Er fungierte als Leiter des Gauamtes für Kommunalpolitik und war zudem Bürgermeister der Stadt Lindenberg im Allgäu. In der Stadtratssitzung vom 28. April 1933 wurde der 2. Bürgermeister Augsburgs, Ackermann (SPD), formell pensioniert und Josef Mayr (NSDAP), der das Amt schon vorher kommissarisch geführt hatte, zum neuen 2. Bürgermeister gewählt. Am 31. Juli 1933 schließlich wurde der Oberbürgermeister Otto Bohl (BVP) entlassen und auf der Stadtratssitzung am 3. August durch Edmund Stoeckle (Mitgliedsnummer 1.860.913) ersetzt. Im Herbst 1934 fiel er einer Intrige (anonyme Briefe) zum Opfer, so dass bereits am 11. Dezember 1934 Josef Mayr zum OB gewählt wurde.
Er wurde 1935 Leiter der Abteilung Wohnungswesen beim Deutschen Gemeindetag und auch Reichshauptstellenleiter im Hauptamt für Kommunalpolitik und war da zuständig für die Fürsorge. Er trat mit Ausbruch des Zweiten Weltkrieges der Wehrmacht bei. 1944 erreichte er den Rang eines SS-Hauptsturmführers (SS-Nummer 87.281). Nach dem Krieg arbeitete er wieder in seinem Beruf als Jurist. Im März 1986 verstarb Edmund Stoeckle im Alter von 86 Jahren in Ottobeuren.